# Jacutinga (Rio Grande do Sul)
Jacutinga is een gemeente in de Braziliaanse deelstaat Rio Grande do Sul. De gemeente telt 3.615 inwoners (schatting 2009).

## Aangrenzende gemeenten
De gemeente grenst aan Campinas do Sul, Paulo Bento, Ponte Preta, Quatro Irmãos en Ronda Alta.

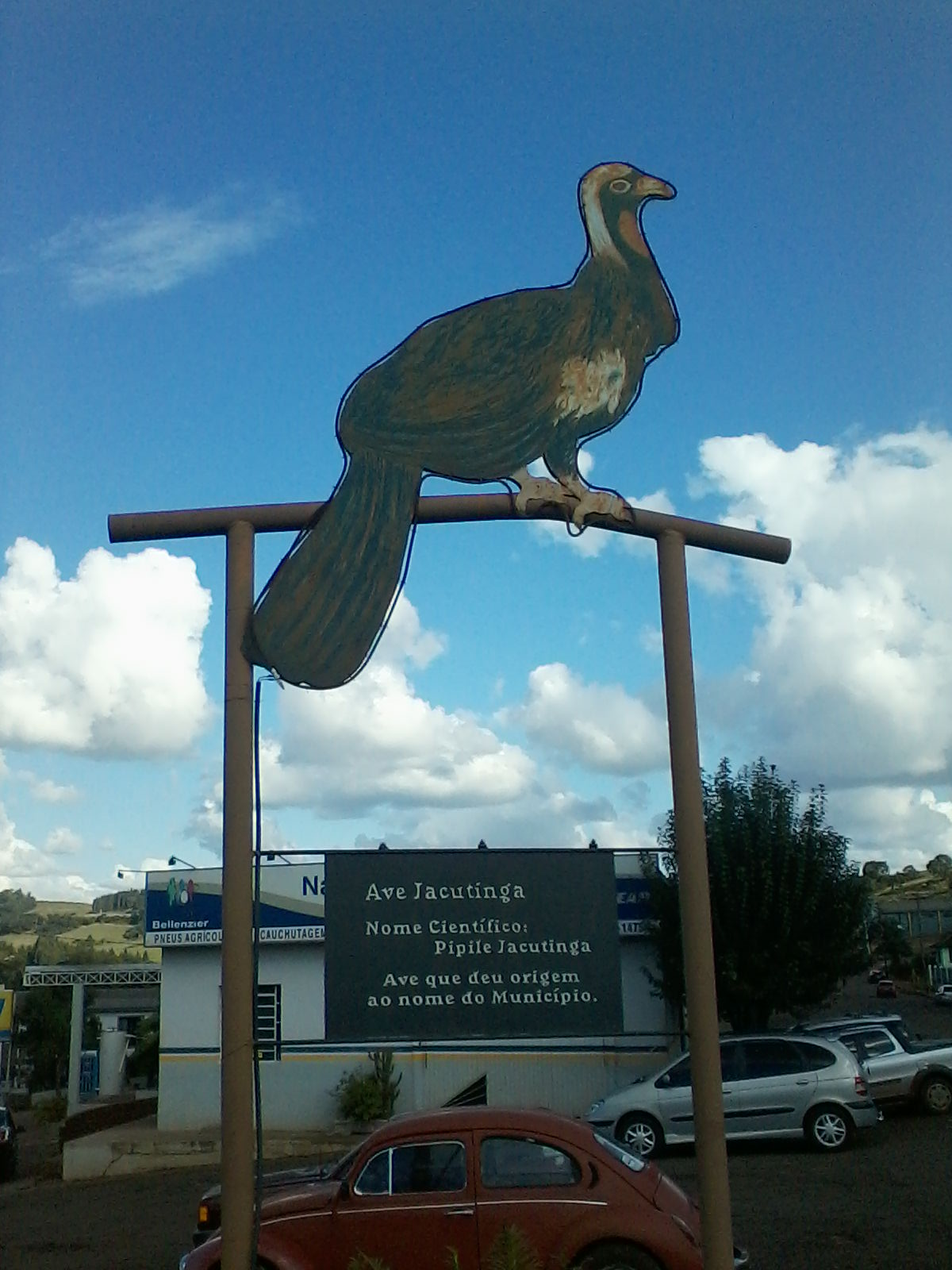
Welkom in Jacutinga